# Chiesa di San Giorgio Martire (Comano Terme)
La chiesa di San Giorgio Martire è un luogo di culto a Tignerone, frazione di Comano Terme, in Trentino.  Appartiene all'ex-decanato del Lomaso e risale al XIII secolo e risale al XVI secolo.

## Storia
La chiesa con dedica a San Giorgio Martire nella località di Tignerone viene citata una prima volta nel 1537 in occasione di una visita del cardinale Bernardo Clesio ma la sua costruzione si pensa sia da datare ad epoca precedente, nel Medioevo.
La costruzione del portale è di poco posteriore alla visita pastorale, ed in tale occasione l'edificio primitivo venne forse ampliato. Di epoca di poco successiva è la costruzione della torre campanaria.
Nel XVIII secolo la chiesa fu oggetto di un'importante ristrutturazione che coinvolse tutta la struttura interna ed esterna, compreso il campanile.
A partire dalla seconda metà del XX secolo vi furono diversi interventi come la decorazione con l'immagine di San Giorgio che uccide il drago posta nella lunetta sopra il portale maggiore, l'adeguamento dell'impianto elettrico e le opere di tinteggiatura degli interni e degli esterni.

## Descrizione

### Esterno
La piccola chiesa si trova sulla via che entra nella frazione di Tignerone nell'area cimiteria della comunità, in località detta campi di Maiano. Il suo orientamento è verso est. Il prospetto principale è semplice, a capanna con due spioventi. Il portale è architravato e sormontato da una lunetta arricchita da un graffito ad intonaco di Elena Parolini con San Giorgio che uccide il drago. Sopra a questa una grande finestra a semiluna porta luce all'interno della sala. La torre campanaria si trova sulla parte sinistra della struttura, è in pietra a vista e la cella campanaria si apre con quattro finestre a monofora. Sopra la cella il tiburio e la copertura a cipolla.

### Interno
La navata interna è unica, con volta a crociera e suddivisa in due campate. Nella sala vi sono due cappelle laterali simmetriche e il presbiterio è leggermente elevato.